# Library Wars: The Last Mission
Library Wars: The Last Mission (図書館戦争 THE LAST MISSION Toshokan Sensō The Last Mission) là phim live action Nhật Bản 2015 của đạo diễn Satō Shinsuke. Đây là phim tiếp nối của Toshokan Sensō (2013), dựa trên light novel Toshokan Sensō được viết bởi Arikawa Hiro và do Adabana Sukumo minh họa. Phim được công chiếu vào ngày 10 tháng 10 năm 2015.